# (9328) 1990 DL3
(9328) 1990 DL3 est un astéroïde de la ceinture principale découvert en 1990.

## Description
(9328) 1990 DL3 a été découvert le 24 février 1990 à l'observatoire de La Silla, au Chili,  par Henri Debehogne.

### Caractéristiques orbitales
L'orbite de cet astéroïde est caractérisée par un demi-grand axe de 2,35 UA, un périhélie de 1,89 UA, une excentricité de 0,19 et une inclinaison de 7,11° par rapport à l'écliptique. Du fait de ces caractéristiques, à savoir un demi-grand axe compris entre 2 et 3,2 UA et un périhélie supérieur à 1,666 UA, il est classé, selon la JPL Small-Body Database, comme objet de la ceinture principale.

### Caractéristiques physiques
(9328) 1990 DL3 a une magnitude absolue (H) de 13,5 et un albédo estimé à 0,343.